# Имурис
Имурис (исп. Imuris) — посёлок в Мексике, штат Сонора, входит в состав одноимённого муниципалитета и является его административным центром. Численность населения, по данным переписи 2020 года, составила 6924 человека.

## Топонимика
Название Imuris с языка индейцев пима можно перевести двояко: плато между реками или множество кремниевых фигур.

## История
Поселение было основано в 1650 году. В 1652 году в деревню прибыл миссионер-иезуит Педро Пантоха. В 1687 году Эусебио Кино основал в деревне миссию для евангелизации местного населения.